# NGC 4146
NGC 4146 est une vaste galaxie spirale barrée située dans la constellation de la Chevelure de Bérénice. NGC 4146 a été découverte par l'astronome germano-britannique William Herschel en 1785.

## Caractéristiques
Sa vitesse par rapport au fond diffus cosmologique est de 6 822 ± 21 km/s, ce qui correspond à une distance de Hubble de 100,6 ± 7,1 Mpc (∼328 millions d'al). 
La classe de luminosité de NGC 4146 est I-II et elle présente une large raie HI. C'est aussi une galaxie à noyau passif (passive nucleus PAS). Cependant, et en contradiction avec cette dernière caractéristique, la base de données Simbad indique que NGC 4146 est une galaxie active de type Seyfert.

## Supernova
La supernova SN 1963D a été découverte dans NGC 4146 le 23 janvier 1963 par l'astronome italien Leonida Rosino. Le type de cette supernova n'a pas été déterminé.